# CISA (компанія)
CISA (вимовляється «чі́за», повна назва Costruzioni italiane serrature e affini S.p.A.) — італійська промислова компанія, що спеціалізується на виробництві електронних замків, ключів, відмичок, сейфів та іншого запірного обладнання дверей. Заснована 1926 року Луїджі Буччі та Піною Делл'Аньєлло, які розробили та запатентували перший у світі замок з електронним управлінням. Виробництво розміщено в Італії, а продукція продається у більш ніж 70 країнах світу. З 2013 року компанія входить до складу ірландської групи в секторі безпекового обладнання Allegion, що належить американській машинобудівній корпорації Ingersoll Rand.

## Історія

### У власності сімей Буччі та Еррані
Історія компанії бере початок у 1926 році, коли Луїджі Буччі та Піна Делл'Аньєлло розробили та запатентували перший у світі замок з електронним управлінням, зробивши революцію в принципі роботи дверей і воріт. Того ж року у Флоренції було відкрито виробництво.
Друга світова війна сильно вплинула на розвиток бізнесу, а в ході Італійської кампанії союзників 1944 року підприємство було знищене вщент. Однак, по завершенню війни бізнес потроху вдалося відродити в місті Фаенца, провінція Равенна, де брат Луїджі, Роберто, мав великі землі. Пізніші власники CISA, сини Роберто Буччі, згадували:
Наш батько, Роберто, розпочав сімейний бізнес у 1945 році, коли з вантажівкою з ферми та водієм він їздив туди й назад із Фаенци до Флоренції, щоб підняти з-під уламків те, що можна було врятувати із заводу дядька Луїджі: верстати, обладнання. Капітал інвестували наполовину коммендаторе [Луїджі Буччі], а наполовину — мій дядько Джованні та батько. 1948 року невеликими кроками виробництво відновили. Економічний бум і далекоглядний вибір у сфері технологій, інновацій і якості, зроблений у 1950-х і 1960-х роках, допомогли компанії піднятися. Іншим козирем була інтернаціоналізація.
оригінальний текст
Nostro padre Roberto iniziò l'attività di famiglia nel 1945 quando, con un camion dell'azienda agricola e un autista, faceva la spola Faenza-Firenze per recuperare dalle macerie quello che poteva essere salvato dalla fabbrica dello zio Luigi: macchine utensili e attrezzature. Il capitale fu messo a metà dal commendatore e metà da mio zio Giovanni e da mio padre. Nel 1948 ripartì la produzione a piccoli passi. Il boom economico e le scelte lungimiranti in tecnologie, innovazione e qualità fatte negli anni ‘50 e ‘60 hanno fatto spiccare il volo all'azienda. L'altra carta vincente fu l'internazionalizzazione.

— брати Буччі про історію сімейного бізнесу, 
Нову фабрику збудували на тодішній віа-Емілія (нині — віа-Обердан). 1958 року помер Луїджі Буччі й бізнес перейшов до Джованні та Роберто, а управлінням компанії зайнявся їхній родич, Део Еррані. Незадовго до того, 1956 року, Део одружився з донькою Луїджі Карлою Буччі, таким чином поєднавши дві сім'ї. 1970 року він став генеральним директором CISA.

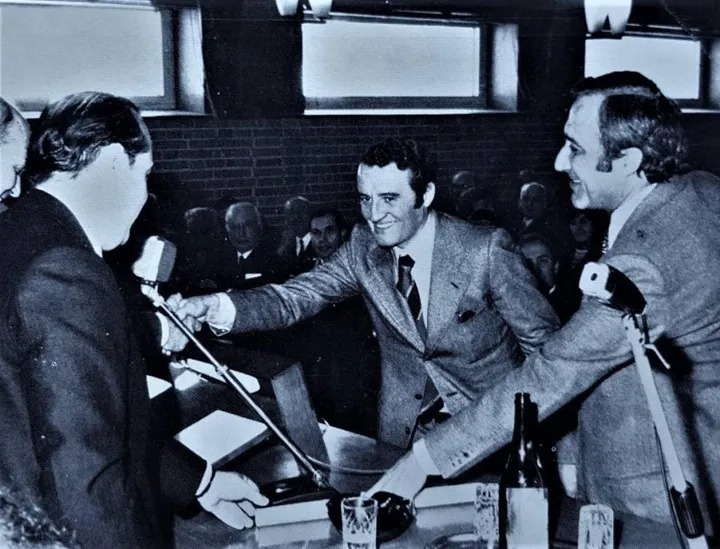
Део Еррані (у центрі) та Роберто Буччі (праворуч) під час нагородження торгівельною палатою. 1973 рік

У березні 1973 року генерального директора підприємства Део Еррані палата торгівлі, промисловості, ремесел і сільського господарства Равенни нагородила в конкурсі «Відданість праці та економічному прогресу» (італ. Fedeltà al lavoro e progresso economico). Станом на той же рік у CISA налічувалося 750 співробітників, а продукція поставлялася в 65 країн світу. Як повідомляє довідка на офіційному сайті компанії, у 1970-х роках було засновано дочірній завод у Монсамполо-дель-Тронто, що в Марке, який став центром з розробки ключів і циліндрів замків. У 1980-х роках було створено підрозділ для розробки електронних замків, придатних для готельного бізнесу. 1985 року у віці 34 років підприємство очолив син Роберто, Массімо Буччі.
Наприкінці 1990-х років у компанії працювало загалом 2600 співробітників, а річний оборот підприємства складав близько 330 мільярдів італійських лір. У той самий час управління підприємством знаходилось в кризі, а між акціонерами точилися конфлікти. Навесні 1999 року розпочали неоголошений внутрішній аукціон, щоб отримати повний контроль над акціями компанії. Основними претендентами були 41-річний підприємець Родольфо Еррані, син Део Еррані й онук засновника Луїджі Буччі, власник фінансової компанії Sofer, з іншої сторони — його двоюрідні брати з сім'ї Буччі. Останніх підтримав шведський конгломерат Assa Abloy, один з основних конкурентів CISA, що в разі перемоги Буччі повинен був увійти в капітал CISA з міноритарною часткою. Еррані запропонував 276 мільярдів лір за компанію, а Буччі встановили таку ж саму ціну. Врешті, Родольфо Еррані заплатив 300 мільярдів лір, ставши одноосібним власником підприємства. Відтоді брати Буччі, а також їхня Gruppo Bucci та компанія CISA одне з одним не пов'язані, хоча Родольфо зберіг бізнес в сім'ї ще майже на 15 років.
Станом на 2005 рік CISA володіла чотирма офісами в Італії, включаючи три у рідній Фаенці й один у Монсамполо-дель-Тронто.

### Як частина холдингу Allegion
З грудня 2013 року підприємство стало частиною великої ірландської компанії Allegion, що спеціалізується на секторі технологій безпеки та контролю доступу й належить американській машинобудівній корпорації Ingersoll Rand. CISA була оголошена одним з п'яти стратегічних брендів Allegion, тож компанія зберегла не лише логотип і сферу діяльності, а й місце виробництва. У пресрелізі генеральний директор CISA, Джованні Міті, заявив: «CISA є глобальною компанією, але вона завжди була на території своїх заводів, зокрема в Романьї».
У середині 2015 року навколо CISA спалахнув скандал, який змусив втрутитися депутатів нижньої палати італійського парламенту від популістського «Руху п'яти зірок» і двох міністерств. Місцеве видання Ravenna Today назвало ці події «кризою CISA» (італ. Crisi Cisa). Керівництво Allegion представило промисловий план, згідно з яким значна частина виробництва мала б бути перенесена за кордон. У результаті, ймовірно, італійські фабрики втратили б більш як 200 робочих місць на заводах у Фаенці й ще 20 у Монсамполо-дель-Тронто. Профспілкові діячі та працівники заводу виступили проти перенесення виробництва, а депутати парламенту написали колективного листа двом міністрам.
Після розголошення конфлікту і перших переговорів між профспілкою та керівництвом компанії останні запропонували скоротити 206 співробітників замість початкових 238, але співробітники не погодилися й почали страйк. У перший день страйкування на фабриці Cisa 2 вийшло близько ста людей на протест, дещо менше на фабриці Cisa 1, а робота складів Cisa Logistics, за словами представників профспілки, була заблокована. Після страйку керівництво компанії спочатку погодилося зменшити кількість звільнень, а ще через тиждень, після 20-годинної зустрічі між усіма зацікавленими сторонами, було оголошено про новий промисловий план реорганізації. Серед основних пунктів передбачалося: скасування усіх негайних скорочень, надання 150 співробітникам стимулів зі зміни місця роботи, а також інвестиційний план на загальну суму 17 мільйонів євро, частина з яких має піти на переобладнання виробництва з метою прив'язки виробничих процесів саме до фабрик Фаенци.
2017 року, у рамках реорганізації компанії, виробництво зі старої фабрики, збудованої після війни, було перенесено на віа-Гранароло, а приміщення знесено. Вже наступного року на її місці з'явився супермаркет Lidl.

## Продукція
CISA є одним з провідних світових брендів у секторі електричних замків і контролю доступу, а продукція розповсюджується у більш ніж 70 країнах. Компанія виробляє та продає багато різного обладнання: циліндричні замки, навісні замки, тривожні решітки та системи «антипаніка», дверні дотягувачі, сейфи, електронні замки. Сукупно каталог продукції CISA містить понад 30 тисяч найменувань.
Щороку, за даними самої компанії, лише на фабриці в Монсамполо-дель-Тронто виробляється 26 мільйонів ключів і 8 мільйонів циліндрів для замків.

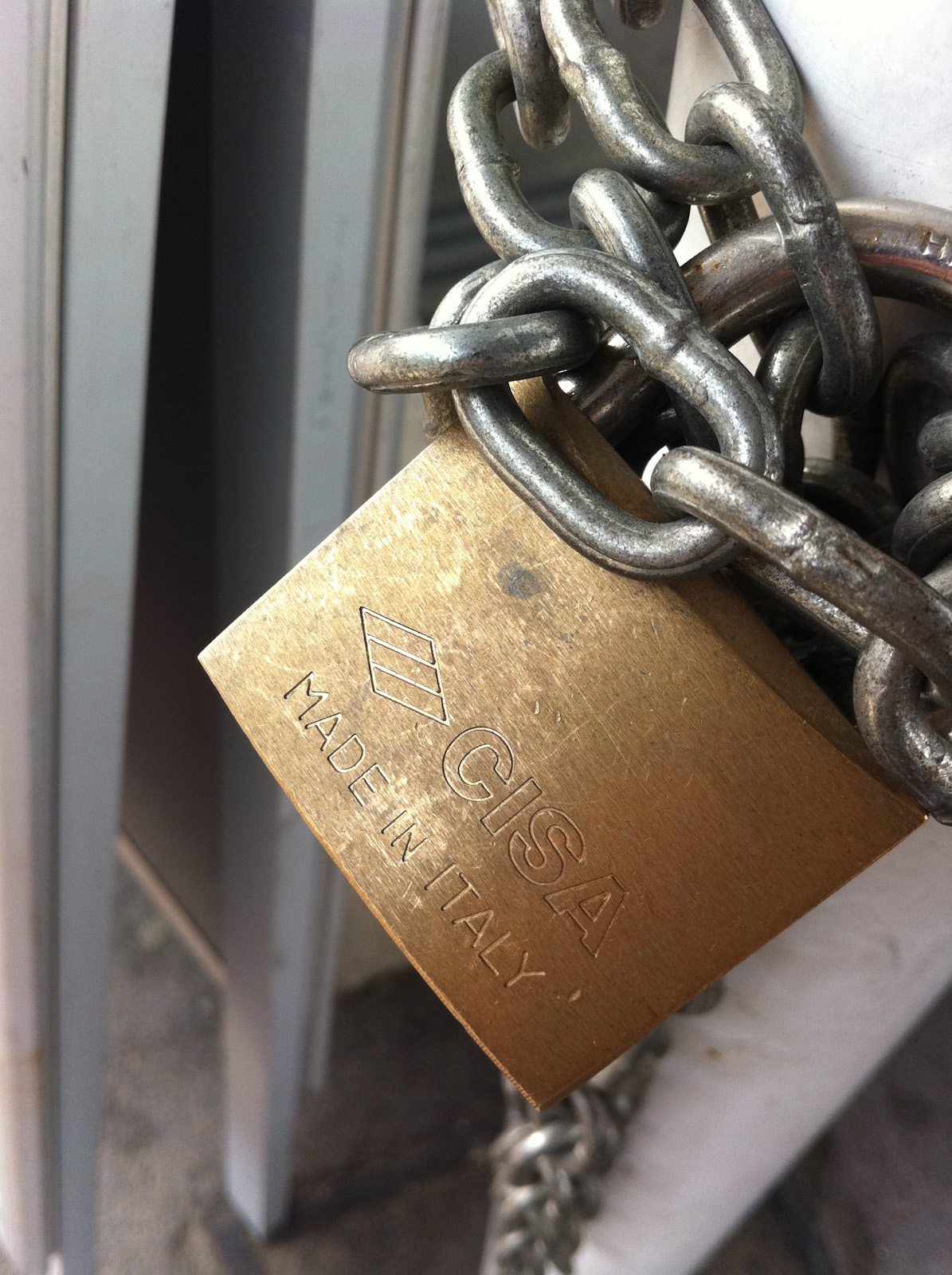
border
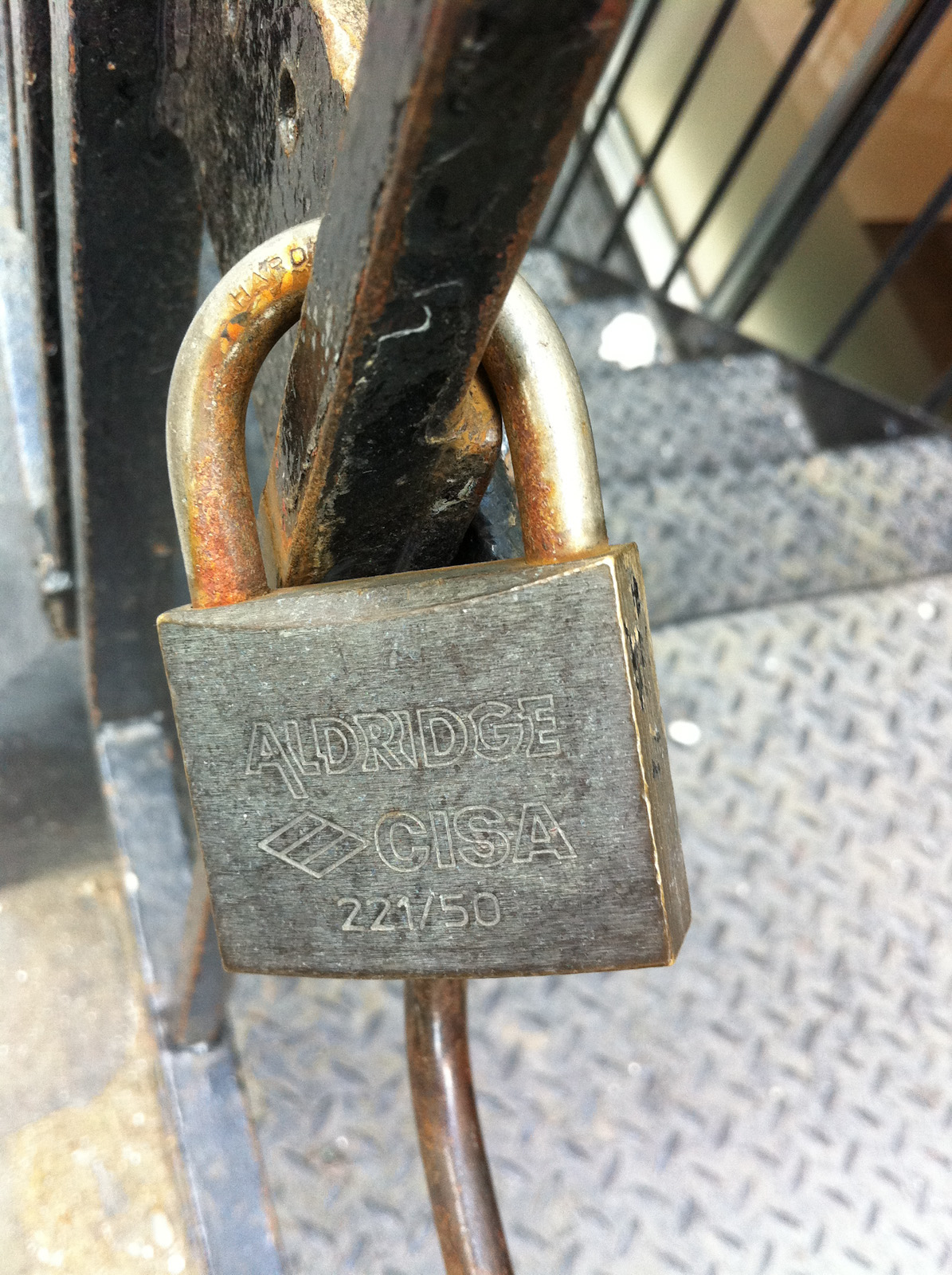
border
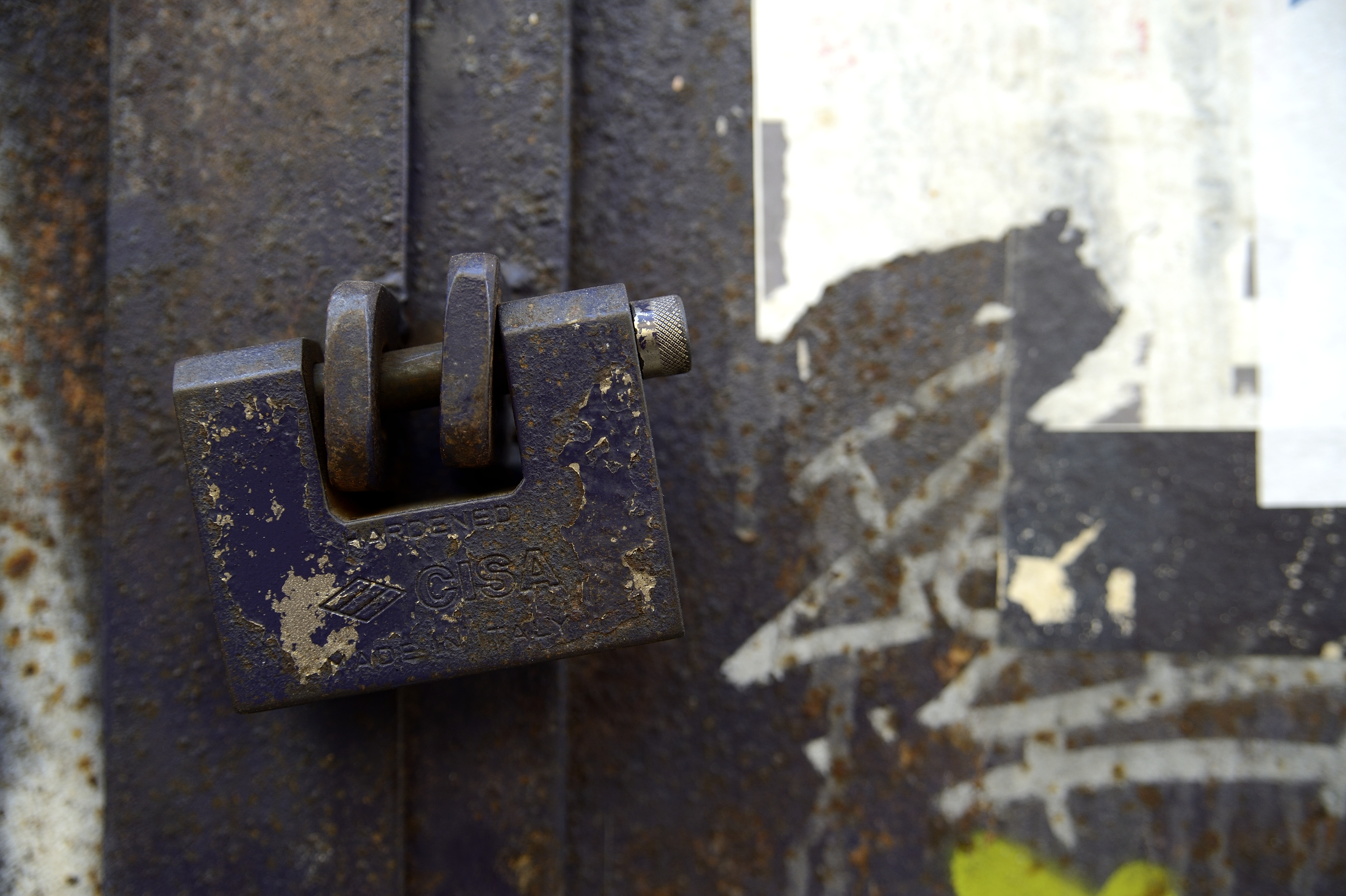
Механічні навісні замки CISA різних моделей
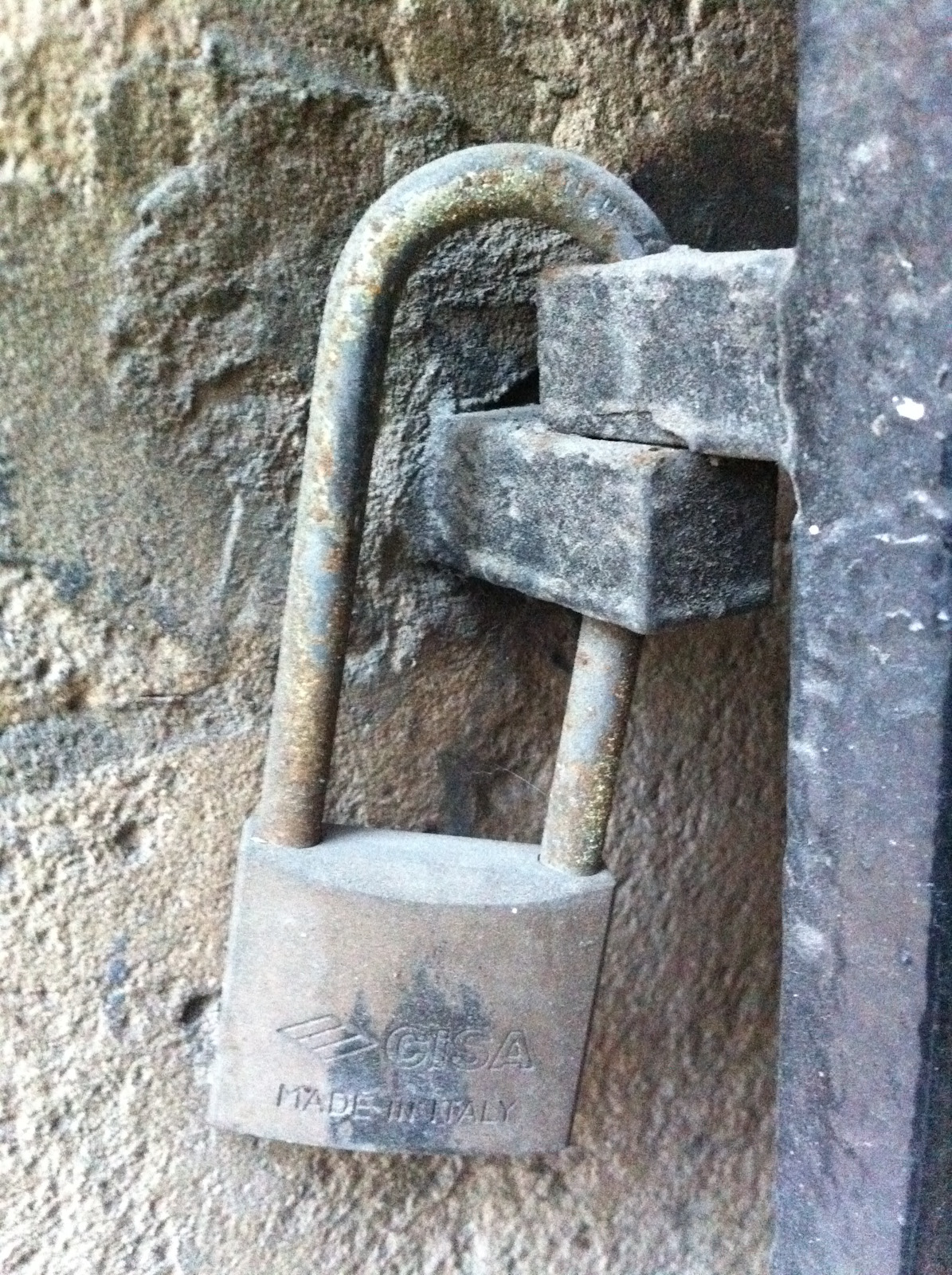
border
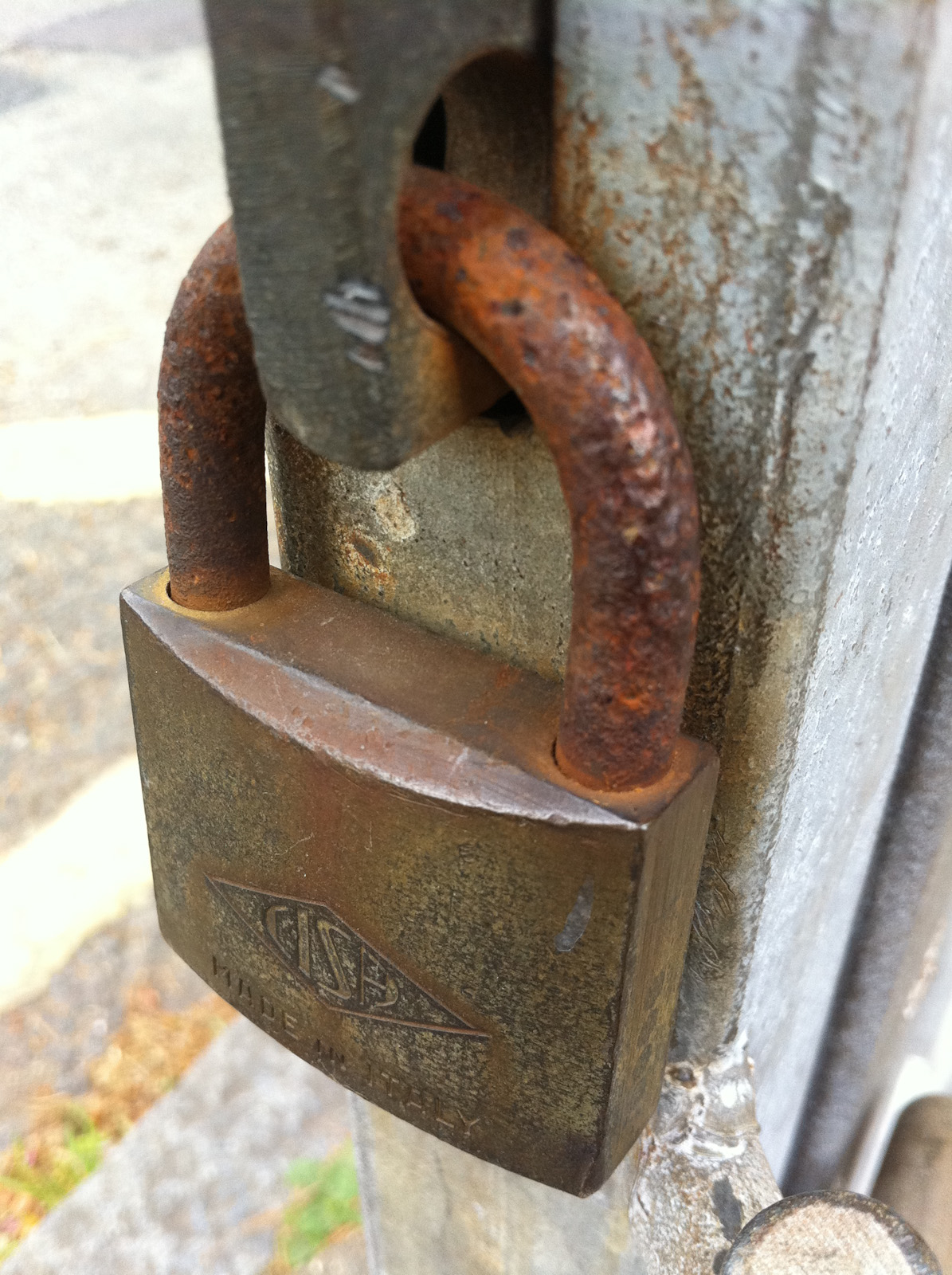
border
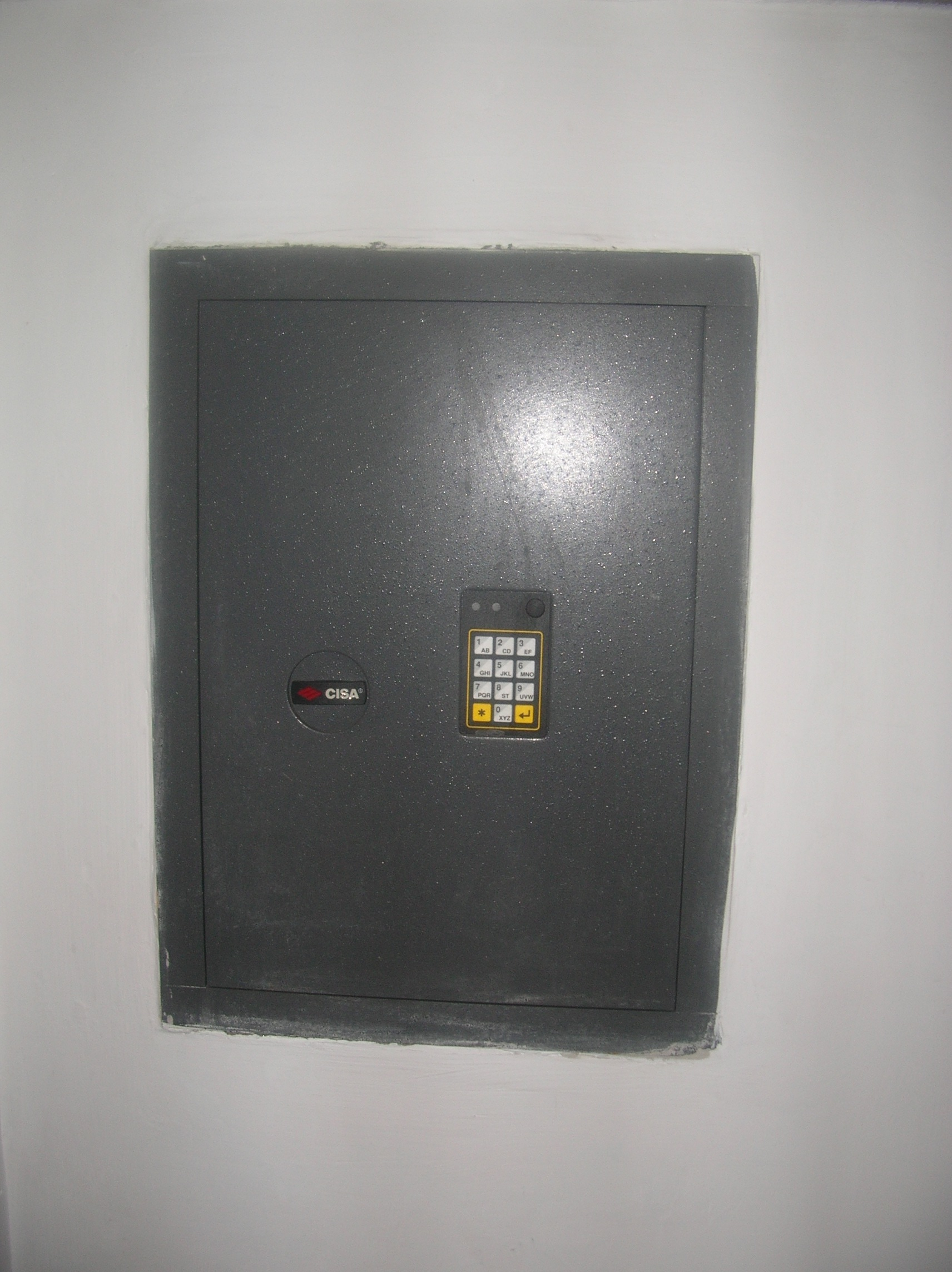
Сейф виробництва CISA

## Розвиток науки і техніки
Крім першовідкривача електронного замка, Луїджі Буччі, компанія і надалі розвивала інноваційні технічні рішення. Зокрема колишній керівник, Део Еррані, зареєстрував близько десяти патентів, частиною з яких володіє CISA.
У рамках того інвестиційного плану, прийняттям якого закінчилася так звана «криза CISA», у травні 2017 року у Фенці відкрили центр дослідження та розробки мехатронних замків CISA-Allegion, який за планами компанії має стати головним науково-дослідним центром усіх брендів Allegion. Крім того, було підписано угоду про стратегічне партнерство з Болонським університетом для створення мехатронних прототипів.